# 古爾里普希區

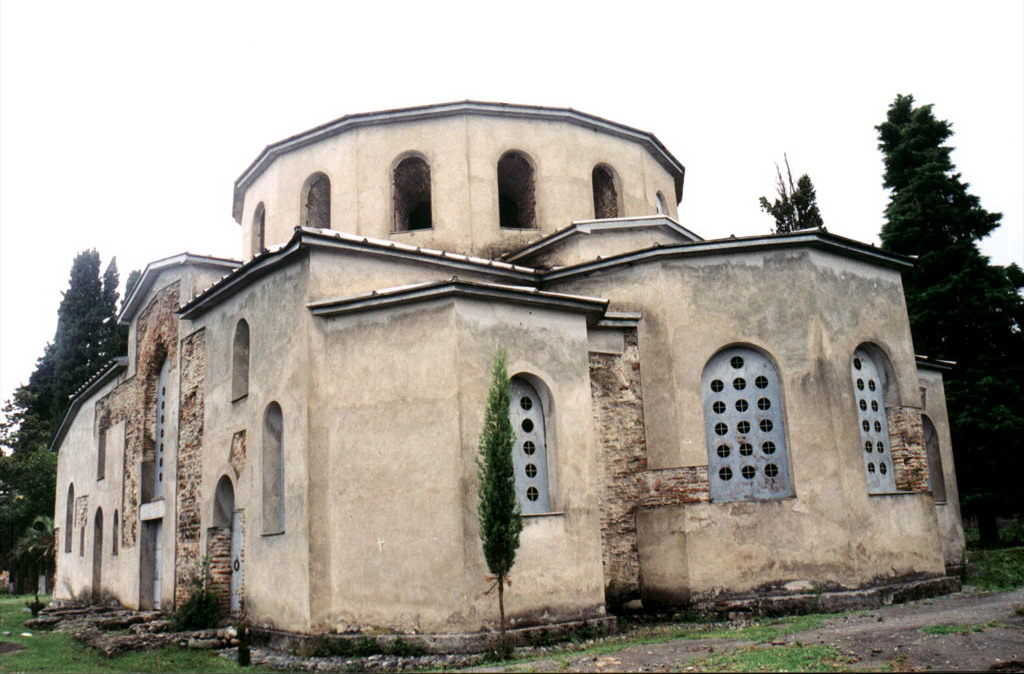

古爾里普希區在阿布哈兹的位置

43°06′00″N 41°25′01″E / 43.1000°N 41.4170°E
古爾里普希區，是阿布哈茲的區份之一，位於該國中北部，区府为古爾里普希，面積1,835平方公里，2011年人口18,032，人口密度每平方公里9.8人。